# Playing the Angel
Playing the Angel je dvanaesti album britanskog sastava Depeche Mode. Objavljen je 2005. godine. 
Playing the Angel je prvi njihov album snimljen s producentom Benom Hillerom, čovjekom koji je za razliku od Excitera zvuk približio klasičnim arhaičnim sintisajzerima (koji su u biti i proslavili Depeche Mode). Prvi skinuti singl je pjesma "Precious" koja je u biti intimna ispovijed Martina L. Gorea potaknuta razvodom od njegove žene. Osim "Precious" singlovi su još bili "A pain that Im used to", "John The Revelator" te pjesma koju nije napisao Gore nego Gahan, "Suffer well". Album je u recenzijama prošao dosta dobro s obzirom na to da većina ljudi iscrpi kreativne ideje nakon četvrt stoljeća djelovanja. Nakon albuma uslijedila je velika "Touring the Angel" turneja u sklopu koje su posjetili i Zagreb 22. ožujka 2006.

## Popis pjesama
1. "A Pain That I'm Used To"
2. "John The Revelator"
3. "Suffer Well"
4. "The Sinner in Me"
5. "Precious"
6. "Macrovision"
7. "I Want It All"
8. "Nothing's Impossible"
9. "Introspecte"
10. "Damaged People"
11. "Lillian"
12. "The Darkest Star"

### Bonus pjesme
- "Free" – 5:11 (na japanskoj verziji albuma))
- "Clean (Bare)" – 3:44 (na DVD verziji)
- "Waiting for the Night (Bare)" (iTunes bonus skladba)

## Singlovi
1. "Precious" (3. listopada 2005.)
2. "A Pain That I'm Used To" (9. prosinca 2005.)
3. "Suffer Well" (20. ožujka 2006.)
4. "John the Revelator / Lilian" (4. lipnja 2006.)

## Izvođači
- Andy Fletcher – klavijature, bas-gitara
- David Gahan – prvi vokal (osim u skladbama "Macro" i "Damaged People"), prateći vokali ("Macro")
- Martin Gore – klavijature, gitara, bas-gitara ("Suffer Well"), prateći vokali, prvi vokal ("Macro" i "Damaged People")

### Produkcija
- Ben Hillier – producent, miks, tehničar
- Steve Fitzmaurice – miks
- Dave McCracken – programiranje, piano u skladbi "The Darkest Star"
- Richard Morris – programiranje, tehničar
- Christian Eigner – programiranje ("Suffer Well", "I Want It All" i "Nothing's Impossible")
- Andrew Phillpott – programming ("Suffer Well", "I Want It All," and "Nothing's Impossible")

## Vanjske poveznice
- Allmusic - Recenzija albuma